# Diuretica
Diuretica (enkelvoud: 'diureticum') zijn middelen die de afgifte van water door de nieren bevorderen. Het gevolg hiervan is een verhoogde productie van urine.
Daarom worden dergelijke middelen in de volksmond vaak betiteld als plastabletten of plaspillen.

## Indeling
Er bestaan vele diuretica, die op verschillende wijzen hun effect uitoefenen. Er kan een indeling worden gemaakt volgens verschillende criteria. De indeling zoals hieronder gebruikt is niet helemaal logisch maar in de praktijk wel gebruikelijk.
- Lisdiuretica, die de terugresorptie van water in de lis van Henle tegengaan waardoor het volume van de urine toeneemt. Dat gebeurt door remming (inhibitie) van de Na/K/Cl-symporter. Voorbeelden: furosemide, bumetanide, ethacrynezuur.
- Thiazidediuretica, die vooral op de renale tubulus hun effect uitoefenen met name het remmen van de NaCl-symporter, waardoor het urinevolume eveneens toeneemt. Voorbeeld: chloorthiazide
- Kaliumsparende diuretica, die anders dan de eerste twee categorieën kaliumionen vasthouden; spironolacton (aldosteronantagonist), amiloride en triamtereen (remmen beiden Na-kanalen).
- Osmotische diuretica, zoals mannitol worden wel gefilterd door het glomerulair apparaat maar worden nergens in de nier gereabsorbeerd, wat leidt tot een stijging van de osmolariteit van het filtraat. Hierdoor neemt de reabsorptie af en het urinevolume neemt dus toe.
- Koolzuuranhydrase remmers, zoals acetazolamide, wat het carboanhydrase remt in de proximale niertubulus. Dit leidt tot een remming van de reabsorptie van HCO3−.

## Toepassing
Diuretica worden gegeven voor verschillende kwalen:
- Hartfalen, waarbij het lichaam meer water vasthoudt dan gewenst;
- Hoge bloeddruk;
- De minder frequente aandoeningen nefrotisch syndroom en levercirrose.
- Gebruik van diuretica om opgezwollen voeten/benen puur om cosmetische redenen te laten slinken.

Mogelijke bijwerkingen, afhankelijk van het gebruikte middel:
- Verstoring van de natrium-kaliumbalans in het bloed, waarbij zowel een te hoog als een te laag kalium kan voorkomen, afhankelijk van het middel. Komt bij veel middelen voor.
- Vaker moeten plassen (het zijn dan ook diuretica).

## Misbruik
Op 17 juli 2012 werd de Luxemburgse wielrenner Fränk Schleck tijdens de Tour de France betrapt op het diureticum xipamide. Diuretica werden in die tijd gebruikt om andere middelen te maskeren. In 2024 zijn de opsporingstechnieken zover gevorderd, dat diuretica niet meer als masker werken. Om zelf als prestatiebevorderend middel te werken, is een behoorlijke dosis nodig.